# Massagris mirifica
Massagris mirifica är en spindelart som beskrevs av Peckham, Peckham 1903. Massagris mirifica ingår i släktet Massagris och familjen hoppspindlar. Inga underarter finns listade i Catalogue of Life.